# リード・シークリスト
リード・T・シークリスト（Reed T. Secrist、1970年5月7日 - ）は、アメリカ合衆国ユタ州出身の元プロ野球選手（内野手）。

## 経歴
1992年にドラフト外でピッツバーグ・パイレーツに入団。本職は三塁手だが、捕手・一塁手・外野手も満遍なくこなせるユーティリティープレイヤーであり、僅かながら投手・二塁手として出場した経験もある。1996年にはパイレーツ傘下のカルガリー・キャノンズ（AAA級、アルバカーキ・アイソトープスの前身）で打率.307、本塁打17本とまずまずの成績を収めている。
翌1997年6月、マイク・グリーンウェルの退団やフィル・ハイアットの不振を受けて新外国人を探していた阪神タイガースに入団する運びとなり、来日。当初は代打要員だったが6月下旬から7月上旬にかけて6番・三塁でスタメン起用された。しかし7月5日の対読売ジャイアンツ戦で猛打賞を記録したのを最後に全く安打を打てなくなり、シーズン終了を待たずに解雇された。
帰国後はマイナーに復帰して選手生活を続けたが、目立った成績を残せずAA級とAAA級を往復するエレベーター状態が続き、メジャー昇格を果たせないまま2003年限りで現役を引退した。
現在はユタ州セントジョージにあるスノーキャニオン高校で保健体育の教師と野球部のヘッドコーチを務めている。

## 詳細情報

### 年度別打撃成績
| 年 度     | 球 団     | 試 合 | 打 席 | 打 数 | 得 点 | 安 打 | 二 塁 打 | 三 塁 打 | 本 塁 打 | 塁 打 | 打 点 | 盗 塁 | 盗 塁 死 | 犠 打 | 犠 飛 | 四 球 | 敬 遠 | 死 球 | 三 振 | 併 殺 打 | 打 率 | 出 塁 率 | 長 打 率 | O P S |
| --------- | --------- | ----- | ----- | ----- | ----- | ----- | -------- | -------- | -------- | ----- | ----- | ----- | -------- | ----- | ----- | ----- | ----- | ----- | ----- | -------- | ----- | -------- | -------- | ----- |
| 1997      | 阪神      | 25    | 63    | 52    | 4     | 10    | 4        | 0        | 0        | 14    | 4     | 0     | 0        | 0     | 1     | 8     | 0     | 1     | 18    | 0        | .192  | .306     | .269     | .576  |
| 通算：1年 | 通算：1年 | 25    | 63    | 52    | 4     | 10    | 4        | 0        | 0        | 14    | 4     | 0     | 0        | 0     | 1     | 8     | 0     | 1     | 18    | 0        | .192  | .306     | .269     | .576  |

### 記録
- 初出場：1997年6月21日、対読売ジャイアンツ12回戦（東京ドーム）、8回表に伊藤敦規の代打で出場
- 初打席・初安打・初打点：同上、8回表に槙原寛己から右前適時打
- 初先発出場：1997年6月26日、対ヤクルトスワローズ15回戦（阪神甲子園球場）、6番・三塁手として先発出場

### 背番号
- 12 （1997年）